# Květa Matušovská
Květa Matušovská (ur. 4 czerwca 1984 w Svitavach) – czeska polityk i samorządowiec, działaczka komunistyczna, deputowana do Izby Poselskiej.

## Życiorys
Ukończyła studia pierwszego stopnia z zakresu technologii transportu na Uniwersytecie Pardubice, później uzyskała na tej uczelni dyplom inżyniera. Zarejestrowała własną działalność gospodarczą. W 2002 wstąpiła do Komunistycznej Partii Czech i Moraw. W 2008 została wybrana na radną kraju pardubickiego (funkcję tę pełniła do 2012). W 2010 uzyskała mandat posłanki do Izby Poselskiej. Z powodzeniem ubiegała się o reelekcję w wyborach w 2013 i 2017, wykonując mandat do 2021. W 2014 została dodatkowo radną gminy Javorník. W 2024 ponownie wybrano ją na radną regionalną.